# Mundur strzelecki

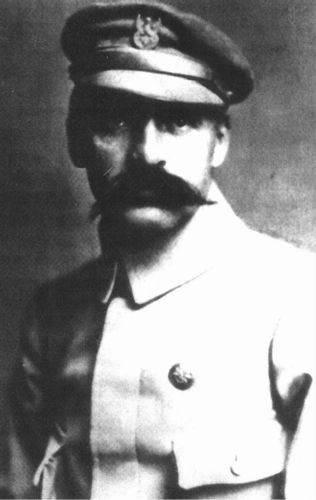
Józef Piłsudski w mundurze strzeleckim. Rok 1914

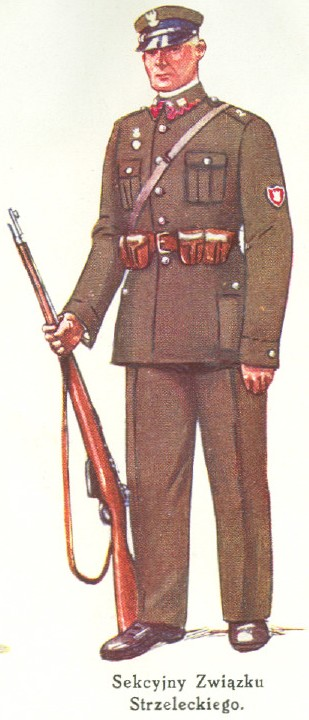
Sekcyjny Związku Strzeleckiego. Rok 1935

Mundur Związku Strzeleckiego – umundurowanie członków Związku Strzeleckiego w latach 1910–1914, 1919–1939 oraz organizacji nawiązujących do historii Związku Strzeleckiego istniejących po roku 1989.

## Okres 1910–1914
Wraz z rozrostem struktury "Strzelca" starano się o wprowadzenie własnego stroju w formie munduru wojskowego. Mundur strzelecki powstał w roku 1913. Składał się z charakterystycznej czapki "maciejówki" (przyjęta już w roku 1912) do której przypinano orzełka strzeleckiego wzorowanego na orzełku wojskowym z okresu powstania listopadowego, bluzy, spodni oraz dwurzędowego płaszcza w kolorze szarym, a w późniejszym okresie szaroniebieskim.
Bluza strzelecka o kroju wzorowanym na kurtkach angielskich zapinana na kryte kościane guziki. Posiadała cztery kieszenie i kołnierz stojąco-wykładany. Nie posiadała natomiast naramienników. Spodnie posiadały zwężane ku dołowi nogawki. Noszono je z owijaczami lub sztylpami. Całość ubioru dopełniał płaszcz z naramiennikami. Wszyscy strzelcy nosili jednolity mundur, bez względu na pełnione funkcje. Taką decyzję podjęto nie tylko kierując się zasadą względnej równości w związku, ale także względami taktycznymi.
Oznaczenia stopni oraz funkcji noszono w formie patek na kołnierzu bluzy. Patki nakładano podczas zbiórek i wykładów. Dowódca okręgu przysługiwał patką złotą, dowódca kompanii – czerwoną, plutonu – niebieską, a sekcji – białą.
Mimo że w założeniu mundur strzelecki miał być tani, tak aby mógł się w niego wyposażyć każdy strzelec, nie wszystkich było stać na własny mundur. Części musiała wystarczyć maciejówka, bardziej sportowe ubranie i dobre buty.
Między innymi na mundurze strzeleckim wzorowano krój późniejszego munduru legionowego.

## Okres po 1989

### Związek Strzelecki "Strzelec" OSW

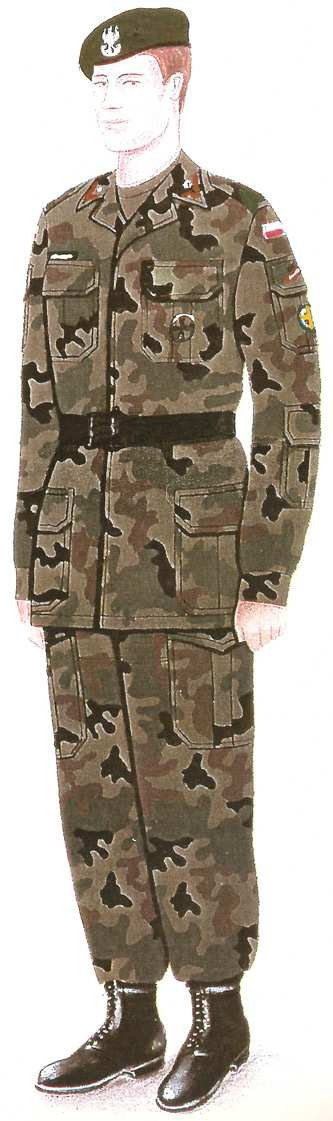
Strzelec ZS "S" OSW w mundurze polowym

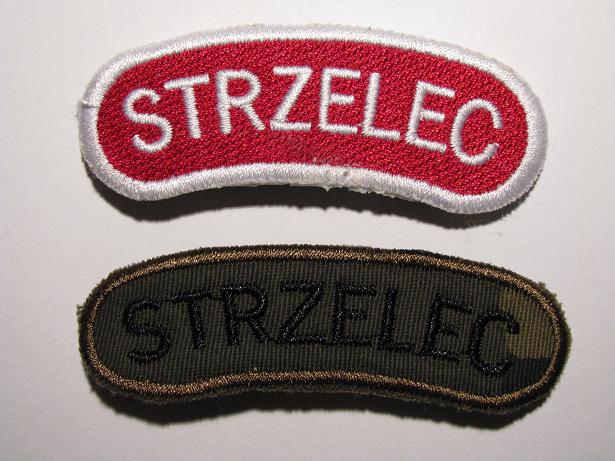
Naszywka z napisem "STRZELEC" w wersji wyjściowej i polowej

Mundurem strzeleckim noszonym w Związku Strzeleckim "Strzelec" Organizacji Społeczno-Wychowawczej jest mundur wojsk lądowych z oznakami strzeleckimi, którymi są: orły strzeleckie, oznaki przynależności państwowej, oznaki stopni strzeleckich i oznaki rozpoznawcze.
Mundur Związku Strzeleckiego "Strzelec" OSW składa się z ubiorów: wyjściowego, polowego, roboczego i specjalnego. Ponadto wyróżniamy sorty przeznaczone na lato oraz zimę.
Mundur wyjściowy w kolorze khaki noszony jest przez kadrę związku podczas odpraw kadry, wyjazdów służbowych (jeśli z ich charakteru nie wynika konieczność występowania w mundurze polowym), osobistego stawiennictwa i meldowania się u wyższych przełożonych, raportu służbowego, posiedzeń Strzeleckiego Sądu Honorowego oraz Naczelnej Rady Strzeleckiej, Walnego Zjazdu delegatów ZS Strzelec – OSW, reprezentowania Związku przed władzami państwowymi i samorządowymi oraz nadawania odznaczeń państwowych i resortowych.
W skład munduru wyjściowego wchodzą:
- Beret koloru zielonego[b] lub czapka futrzana[c]
- Koszulo-bluza z krótkim rękawem wz. wojsk lądowych
- Spodnie munduru wyjściowego wz. wojsk lądowych lub spódnica w przypadku kobiet
- Koszula oficerska wz. wojsk lądowych
- Sweter oficerski wz. wojsk lądowych
- Kurtka nieprzemakalna wz. wojsk lądowych[c]
- Pasek skórzany oficerski w kolorze czarnym
- Półbuty w kolorze czarnym
- Rękawiczki skórzane w kolorze czarnym[c]
- Szalokominiarka[c]

Strzeleckim mundurem polowym jest mundur polowy wz. 93 z oznakami strzeleckimi. Mundur polowy noszony jest przez kadrę i strzelców podczas: zajęć na terenie jednostek strzeleckich, placów ćwiczeń, strzelnic, alarmu, szkolenia poligonowego i ćwiczeń w terenie, podróży służbowej (gdy obowiązuje wykonywanie zadań w ubiorze polowym), przebywania strzelców w rejonie zakwaterowania jednostki strzeleckiej w czasie wolnym od zajęć służbowych, obchodów świąt państwowych, uroczystych apeli oraz innych wystąpień zbiorowych przez wszystkich strzelców, a także podczas reprezentowania Związku przez strzelców nie będących kadrą.
W skład munduru polowego wchodzą:
- Beret koloru zielonego[b] lub czapka futrzana[c]
- Bluza i spodnie munduru polowego wz. 93
- Koszulobluza wz. 93
- Kurtka polowa wz. 93[c]
- Szalokominiarka[c]
- Rękawice skórzane koloru czarnego[d] lub rękawice polowe wz. 93[c]
- Trzewiki koloru czarnego
- Pas strzelecki koloru czarnego
- Peleryna oficera koloru khaki[d]

Ubiór roboczy nosi się podczas obsługiwania uzbrojenia i sprzętu technicznego, wykonywania prac remontowych i gospodarczych oraz innych prac określonych przez przełożonego.
Strzeleckim ubiorem specjalnym jest wojskowy ubiór czołgisty. Umundurowanie specjalne noszone jest podczas zajęć specjalistycznych z zakresu: wspinaczki górskiej, działań antyterrorystycznych, działań specjalnych i konwojów i zabezpieczenia mienia oraz akcji ratowniczych.
Oznaki strzeleckie umieszcza się na następujących sortach mundurowych:
- orzeł strzelecki (na berecie i czapce futrzanej, wykonany metodą haftu lub tłoczenia)
- oznaki przynależności państwowej (w formie naszywek w kształcie flag RP na obu rękawach bluzy polowej wz. 93, koszulobluzy wz. 93 i kurtki polowej w odległości 3 cm poniżej wszycia rękawa)
- oznaki stopni strzeleckich (na koszulobluzach i bluzie polowej wz. 93 w formie patek; na kurtce polowej i swetrze oficerskim w formie kwadratowej naszywki nad lewą górną kieszenią)
- oznaki rozpoznawcze
  - naszywka z napisem "STRZELEC" (bluza wz. 93 i kurtka polowa wz. 93 na klapie kieszeni lewego rękawa; koszulobluza w odległości 2 cm poniżej oznak przynależności państwowej; koszulobluza wyjściowa, sweter oficerski i kurtka nieprzemakalna 3 cm poniżej wszycia rękawa)
  - emblemat jednostki organizacyjnej (bluza wz. 93 i kurtka polowa wz. 93 centralnie na kieszeni lewego rękawa; koszulobluza wz. 93, koszulobluza wyjściowa, sweter oficerski i kurtka nieprzemakalna 2 cm poniżej naszywki z napisem "STRZELEC")

### Związek Strzelecki "Strzelec"
Umundurowanie noszone w Związku Strzeleckim "Strzelec" składa się z dwóch ubiorów: służbowego i taktycznego.
Mundur służbowy noszony jest w czasie pełnienia służby wartowniczej, wewnętrznej lub garnizonowej, w czasie zajęć szkoleniowych, podczas wyjazdów służbowych (jeżeli z celu wyjazdu nie wynika konieczność lub możliwość wystąpienia w innym ubiorze) lub na rozkaz przełożonego.
W skład munduru służbowego wchodzi:
- Nakrycie głowy w postaci: beretu koloru czarnego z orłem strzeleckim, czapki "maciejówki" w kolorze szarym (lub zgodnym z barwą munduru) z metalowym orłem strzeleckim lub czapki zimowej “uszatki” z metalowym orłem strzeleckim
- Bluza i spodnie munduru polowego wz. 93
- Koszulobluza wz. 93
- Trzewiki wojskowe koloru czarnego
- Pas główny koloru czarnego[e]
- Kurtka polowa wz. 93[c]
- Rękawice wełniane lub skórzane w kolorze czarnym[c]
- Szal koloru zatwierdzonego przez komendanta jednostki strzeleckiej[c]

Oznaczenia stopni strzeleckich nosi się na berecie oraz w formie pochewek na naramiennikach bluzy, kurtki polowej lub koszulobluzy.
Na lewym rękawie bluzy munduru, koszulobluzy oraz kurtki polowej umieszcza się oznakę taktyczną ZS "S". Ponadto na kołnierzach bluzy mundurowej i koszuli letniej naszyte są patki zgodnie z regulaminem stopni ZS "Strzelec".
Ponadto poczty sztandarowe posiadają biało-czerwone szafy przepasane przez prawe ramię, czarne skórzane rękawice. W przypadku uroczystych parad dowódcy pododdziałów i pocztów sztandarowych, występujący w mundurze galowym, mogą posiadać szablę oficerską wz. 21 lub wz. 76.
Mundur taktyczny noszony jest wyłącznie w czasie zajęć terenowych. Na mundurze taktycznym umieszcza się wyłącznie oznaczenie stopnia i oznakę taktyczną ZS "Strzelec". Wzór munduru taktycznego określa dowódca jednostki w zależności od potrzeb i możliwości.